# Nezumia kensmithi
Nezumia kensmithi es una especie de pez de la familia Macrouridae en el orden de los Gadiformes.

## Morfología
• Los machos pueden llegar alcanzar los 39,8 cm de longitud total.

## Hábitat
Es un pez de aguas profundas que vive hasta 555 m de profundidad.

## Distribución geográfica
Se encuentra a 900 km al suroeste de San Diego (California, Estados Unidos ).